# Сабурово (Москва, юг)
Сабу́рово — бывшее село, вошедшее в состав Москвы при её расширении в 1960 году. Находилось на правом берегу реки Москвы, возле Каширского шоссе.

## Происхождение названия
Происхождение названия и образование села связывают с родом Сабуровых, но документальных подтверждений этого не обнаружено. Другие исследователи считают Сабурово вотчиной московских князей, затем - царей.

## История
Эта местность была заселена с давних времён, о чём свидетельствовали находившиеся здесь курганы славянского племени вятичей, датируемые XI—XIII вв. В 1937 году они были обследованы Б. А. Рыбаковым, и три из них - раскопаны (впоследствии уничтожены при строительных работах).
По мнению историков, среди которых С. Б. Веселовский, В. Л. Снегирёв, село возникло в XV веке.

### Сабурово в XVII—XVIII веке
В приходных книгах Патриаршего казённого приказа за 1628 год указано:
...церковь Николы Чюдотворца в селе Сабурове, у Москвы-реки, дани 2 алт. и 3 ден, кормовая гривна...
В писцовых книгах Московского уезда 1631—1633 гг. встречается описание:
...села Коломенскаго приселок Сабуров, на реке Москве, а в нем церковь Николы Чюдотворца; пашни церковныя земли 3 десятины с полудесятиною, сена в Татишеве луке, вверх на Москве реке, 6 десятин с полудесятиною.
А в писцовых книгах 1675—1677 гг. в описании села Коломенского, упоминается:
...приселок Сабуров на Москве реке, а в нем церковь во имя Николая Чюдотворца, да придел святого пророка Илии, деревянная, с папертью, клетцки, ветха, в церковь двои двери ... колокольня на одном столбе, на ней три колокола, а церковь от попова двора и от крестьянских дворов в двадцати в пяти саженях.
Предположительно, в 1693—1695 годах на месте деревянной церкви в Сабурове была выстроена каменная, в любом случае, в 1710 году она здесь уже отмечается.
Малоисследованным остаётся вопрос о владениях в селе бывшего молдавского господаря Дмитрия Кантемира, получившего в 1712 году соседнее село Чёрную Грязь с деревнями. В журнале его переводчика И. И. Ильинского 27 апреля 1722 года записано:
В сенате были по повестке и сам Императорское Величество быть изволил. Сабурово взять от нас велено.
Однако в 1757 году при разделе владений между сыновьями Дмитрия — Матвеем и Сергеем одному досталась «сабуровская земля с садом», а другому — «все оставшее в Сабурове строение».
В конце XVIII века Сабурово перешло в ведение Коломенского приказа Удельного ведомства.

### Сабурово в XIX веке
Сабуровские крестьяне были вполне зажиточными, пользуясь близостью села к Москве и расположением его почти на самой Каширской дороге, они стали разводить сады и торговать плодами в городе. Некоторая часть жителей относилась к старообрядцам.
После реформы 1861 года село вошло в состав административной Царицынской волости. По переписи 1869 года, в нём было 120 мужчин и 128 женщин. По данным 1876 года здесь существовало 44 хозяйства. У крестьян имелись 70 лошадей, 40 коров и 70 голов мелкого скота. Промыслы - слабо развиты, в 1881 году ими занимались 49 человек, в основном намоткой хлопчатобумажной нити на катушки, позже и изготовлением гильз для папирос Недостаток своей земли заставлял крестьян арендовать её..
В 1861—1865 годах в сабуровской церкви построены новая колокольня и приделы Ильи Пророка и Иверской иконы Божией Матери. До 1875 года крестьянские дети обучались в школе Удельного ведомства, а в этом году по инициативе сабуровского крестьянина Прокофия Ивановича Кормакова было открыто земское училище, помещавшееся сначала на Шипиловской плотине, а затем переведённое в Царицыно. По данным 1886 года, при селе был кирпичный завод Ю. Е. Минявского.
В 1899 году население села составляло 366 человек. Здесь имелись 3 торговых заведения, 1 промышленное. 50 семей обрабатывали свой надел лично, из них 19 имели наёмных работников. Сеяли рожь, овёс и в большом количестве сажали картофель. 74 двора имели сады, 59 дворов — огороды. На огородах выращивали капусту, огурцы, свёклу. Основной садовой культурой была вишня ввиду расположения земель села на открытом для северных ветров пространстве, что препятствовало разведению малины, как в соседних деревнях.

### Сабурово в начале XX века
В 1911 году в селе было 85 хозяйств, казённая винная лавка, овощная лавка. Население составляло 402 человека.
В связи с общим упадком садоводства сады частично вырубали, на их месте сажали овощи — капусту и огурцы. Рожь почти не сеяли, поэтому своего хлеба было мало, его покупали в лавках.
После открытия в 1925 году возле Сабурова платформы Москворечье Курской железной дороги село быстро становится популярным дачным местом. Постоянных дач не было, но жители сдавали свои домики по 150—200 руб. за сезон дачникам, которых привлекало сюда обилие ягод и рыбная ловля. Рядом с селом протянули линию электропередач, дававшую ток в Москву с Каширской ГЭС, Сабурово было электрифицировано. С почты, находившейся в Ленине (Царицыне), жителям доставляли корреспонденцию на дом. Возле железнодорожной платформы разместилась опытная станция Института прикладной минералогии, на которой в 1927 году работал 61 человек и которая давала тогда 135 тыс. руб. валового продукта. При станции были столовая и клуб, в котором ставили спектакли и устраивали киносеансы.
В 1930-е годы в селе был создан колхоз имени Ворошилова. В начале 1950-х он и все окрестные колхозы были объединены в один колхоз имени Ленина. Церковь была закрыта в 1940 году, её верхнюю часть и верх колокольни сломали в середине 1941. Внутри разместился гараж, в 60-е гг. — механическая мастерская, в 70-е — завод по обработке тонкой проволоки.

### В составе Москвы

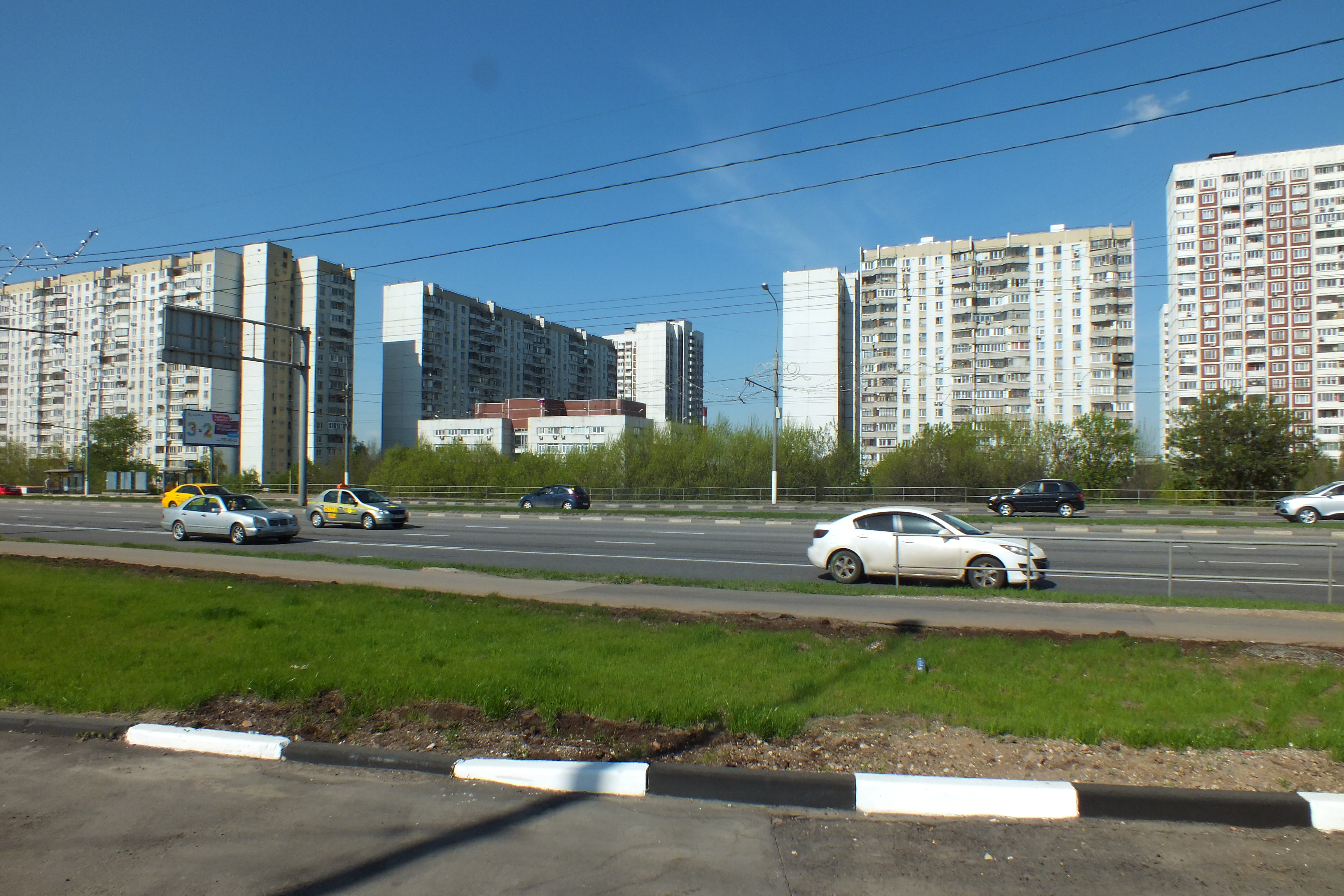
Сабурово в составе района Москворечье-Сабурово

В 1960 году село вошло в состав Москвы при её расширении. Близлежащая территория была отнесена к Москворецкому району Москвы. После 1969 года территория отошла к Красногвардейскому району.
В 1988 году на месте деревни, между Москвой-рекой и Каширским шоссе был построен молодёжный жилой комплекс (МЖК) на 3000 семей. Этот микрорайон и получил название исчезнувшей деревни — Сабурово.
После административной реформы 1991 года территория, где ранее располагалось село, вошла в состав района Москворечье-Сабурово. Память о ней сохранена в названии района.